# Diospyros minutiflora
Diospyros minutiflora är en tvåhjärtbladig växtart som beskrevs av Bakh. Diospyros minutiflora ingår i släktet Diospyros och familjen Ebenaceae. Inga underarter finns listade i Catalogue of Life.